# Паоло Ґреґолетто
Паоло Франческо Ґреґолетто (англ. Paolo Francesco Gregoletto; 14 вересня 1985; Маямі, Флорида, США) — американський музикант та пісняр, більш відомий як басист та бек-вокаліст геві-метал-гурту Trivium.

## Музична кар'єра

### Trivium
Ґреґолетто приєднався до Trivium 5 вересня 2004 року, коли Метт Гіфі, Корі Больє та Тревіс Сміт були в студії, де демонстрували новий матеріал для того, що згодом стане Ascendancy. Ґреґолетто був у студії з Джейсоном Суекофом поруч із місцем, де Trivium знімали демо, і Суекоф сказав їм, що їм потрібен басист. Після джемування з іншими учасниками, Ґреґолетто погодився записати для Ascendancy та здійснити тур для просування гурту. Ґреґолетто спочатку не мав наміру залишатися з Trivium, але хотів отримати досвід гастролей. Він приєднався якраз до туру Trivium, замовленого з Machine Head.
Окрім гри на бас-гітарі, він також вміє грати на гітарі. Він був автором пісень для Trivium з часів The Crusade, на якому він створив пісні «To The Rats» і «The Rising» самостійно, а також був співавтором «Anthem (We Are The Fire)» з Метт Гіфі. Він також написав вступний риф до треку «Throes of Perdition» під час гри на гітарі.
Відомо, що Ґреґолетто найчастіше спілкується з шанувальниками Trivium, часто відповідаючи на запитання, публікуючи багато відео, фотографій та оновлених оновлень гурту через свій офіційний Facebook, YouTube і Twitter. Ґреґолетто також нещодавно відкрив онлайн-форум. З 2013 року він веде щомісячну колонку для британського журналу Bass Guitar Magazine. Метал-продюсер Колін Ричардсон назвав його найкращим басистом, з яким він коли-небудь працював.

## Техніка
В інтерв’ю журналу Bass Guitar (липень/серпень) Ґреґолетто розповів, що він використовує різноманітні техніки для виконання своїх басових партій, як це типово для сучасних басистів. Хоча він переважно використовував плектр для виконання під час туру Ascendancy, тепер він частіше використовує стиль щипка двома пальцями, щоб вибрати більш елегантні контрмелодії та швидкий пентатонічний акомпанемент, необхідний для деяких матеріалів Trivium. Він також часто використовуватиме щипковий стиль трьома пальцями, який любить Біллі Шихан, щоб досягти ритму ґалопу (одна восьма нота, за якою йдуть дві шістнадцяті) у стилі Стіва Гарріса з Iron Maiden. У тій самій статті він розповів, що вважає за краще розігріватися, виконуючи хроматичні вправи вгору та вниз по всьому грифу баса, використовуючи як щипковий, так і щипковий стилі.
Паоло виконує басові соло в таких піснях: «Becoming the Dragon», «Broken One», «Torn Between Scylla and Charybdis» і «Incineration: The Broken World». У більшості своїх соло він використовує гітарний тон із педаллю вау, а також іноді теппінг.

## Обладнання

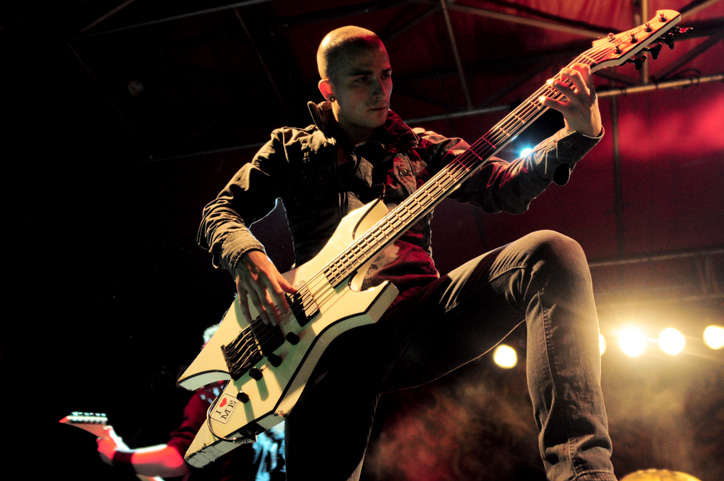
Ґреґолетто виступає у 2010 році зі своїм басом B.C. Rich Warlock

Ґреґолетто був схвалений B.C. Rich. У перші дні, коли він тільки приєднався до гурту, він використовував червоний кастомний бас Eagle. У нього є фірмовий 5-струнний бас Warlock, а також спеціальний Mockingbird. Греголетто також був помічений у відео до синглів Trivium 2015 року «Silence in the Snow» і «Until the World Goes Cold», граючи на 5-струнному Warwick Corvette з двома хамбакерами та верхом з вогняного клена. Його бачили, як він грає на тому самому басу на живих концертах на підтримку Silence in the Snow. У своєму акаунті в Instagram він заявив, що тепер повністю перейшов з B.C. Rich звернувся до Warwick, але не уточнив причин, хоча все одно заявив, що любить свої інструменти B.C. Rich. У 2021 році він став ендосером Kiesel Guitars.

## Дискографія

### Metal Militia
- 2003 — Perpetual State of Aggresion

### Trivium
- 2005 — Ascendancy
- 2006 — The Crusade
- 2008 — Shogun
- 2011 — In Waves
- 2013 — Vengeance Falls
- 2015 — Silence in the Snow
- 2017 — The Sin and the Sentence
- 2020 — What the Dead Men Say
- 2021 — In the Court of the Dragon